# Joël Muller
Joël Muller (Donchery, 2 gennaio 1952) è un allenatore di calcio, ex calciatore e dirigente sportivo francese.

## Carriera

### Calciatore
Si formò nelle giovanili del Sedan e del Metz: con la squadra lorena ebbe modo di esordire in Division 1 il 18 settembre 1971, in occasione di un match contro il Bastia. Dopo aver totalizzato 167 presenze e 6 reti con il Metz, Muller disputò una stagione (1978-1979) con il Nizza per poi passare all'Olympique Lione. Si ritirò dal calcio giocato nel 1984 dopo aver disputato, a partire dal 1981, tre campionati con il Dunkerque.

### Allenatore
Al termine della carriera di calciatore, Muller entrò a far parte dello staff tecnico del Metz assumendo, nel 1985, la carica di responsabile del settore giovanile. Nel novembre 1989 fu promosso come allenatore della prima squadra, in seguito alle dimissioni di Henri Depireux: di lì in poi Muller costruì una squadra capace, nel corso della seconda metà degli anni novanta, di disputare campionati di alta classifica (con un picco nella stagione 1997-1998, in cui il Metz lottò fino all'ultima giornata contro il Lens per la conquista del titolo, perdendolo a causa della differenza reti sfavorevole).
Esonerato nel corso della stagione 2000-2001, Muller fu assunto come allenatore del Lens: dopo aver sfiorato, al primo anno, la vittoria del titolo (perso a causa di un sorpasso dell'Olympique Lione maturato grazie ad una sconfitta nello scontro diretto all'ultima giornata), Muller guidò il Lens verso posizioni di classifica medio-alta fino all'esonero, avvenuto nel gennaio 2005.
Alcuni mesi dopo fu nuovamente assunto al Metz come allenatore per la stagione 2005-2006: nonostante l'ultimo posto finale, Muller rimase in società come direttore sportivo, riassumendo la carica di allenatore ad interim nell'aprile 2010 in seguito all'esonero di Yvon Pouliquen.

## Statistiche

### Statistiche da allenatore
Statistiche aggiornate al 14 aprile 2025. In grassetto le competizioni vinte.
| Stagione        | Squadra         | Campionato      | Campionato | Campionato | Campionato | Campionato | Coppe nazionali | Coppe nazionali | Coppe nazionali | Coppe nazionali | Coppe nazionali | Coppe continentali | Coppe continentali | Coppe continentali | Coppe continentali | Coppe continentali | Altre coppe | Altre coppe | Altre coppe | Altre coppe | Altre coppe | Totale | Totale | Totale | Totale | Vittorie % | Piazzamento |
| Stagione        | Squadra         | Comp            | G          | V          | N          | P          | Comp            | G               | V               | N               | P               | Comp               | G                  | V                  | N                  | P                  | Comp        | G           | V           | N           | P           | G      | V      | N      | P      | %          | Piazzamento |
| --------------- | --------------- | --------------- | ---------- | ---------- | ---------- | ---------- | --------------- | --------------- | --------------- | --------------- | --------------- | ------------------ | ------------------ | ------------------ | ------------------ | ------------------ | ----------- | ----------- | ----------- | ----------- | ----------- | ------ | ------ | ------ | ------ | ---------- | ----------- |
| dic. 1989-1990  | Metz            | D1              | 18         | 4          | 10         | 4          | CF              | 3               | 1               | 1               | 1               | -                  | -                  | -                  | -                  | -                  | -           | -           | -           | -           | -           | 21     | 5      | 11     | 5      | 23,81      | Sub. 14º    |
| 1990-1991       | Metz            | D1              | 38         | 12         | 12         | 14         | CF              | 2               | 1               | 1               | 0               | -                  | -                  | -                  | -                  | -                  | -           | -           | -           | -           | -           | 40     | 13     | 13     | 14     | 32,50      | 12º         |
| 1991-1992       | Metz            | D1              | 38         | 12         | 11         | 15         | CF              | 1               | 0               | 0               | 1               | -                  | -                  | -                  | -                  | -                  | -           | -           | -           | -           | -           | 39     | 12     | 11     | 16     | 30,77      | 12º         |
| 1992-1993       | Metz            | D1              | 38         | 11         | 13         | 14         | CF              | 1               | 0               | 1               | 0               | -                  | -                  | -                  | -                  | -                  | -           | -           | -           | -           | -           | 20     | 10     | 8      | 2      | 50,00      | 12º         |
| 1993-1994       | Metz            | D1              | 38         | 12         | 13         | 13         | CF              | 2               | 1               | 0               | 1               | -                  | -                  | -                  | -                  | -                  | -           | -           | -           | -           | -           | 40     | 13     | 13     | 14     | 32,50      | 12º         |
| 1994-1995       | Metz            | D1              | 38         | 16         | 8          | 14         | CF+CdL          | 5+1             | 3+0             | 1+0             | 1+1             | -                  | -                  | -                  | -                  | -                  | -           | -           | -           | -           | -           | 44     | 19     | 9      | 16     | 43,18      | 8º          |
| 1995-1996       | Metz            | D1              | 38         | 18         | 11         | 9          | CF+CdL          | 2+5             | 1+4             | 0+1             | 1+0             | Int.               | 6                  | 5                  | 0                  | 1                  | -           | -           | -           | -           | -           | 51     | 28     | 12     | 11     | 54,90      | 4º          |
| 1996-1997       | Metz            | D1              | 38         | 17         | 11         | 10         | CF+CdL          | 1+2             | 0+1             | 1+0             | 0+1             | CU                 | 6                  | 2                  | 2                  | 2                  | -           | -           | -           | -           | -           | 47     | 20     | 14     | 13     | 42,55      | 5º          |
| 1997-1998       | Metz            | D1              | 34         | 20         | 8          | 6          | CF+CdL          | 2+3             | 1+2             | 1+0             | 0+1             | CU                 | 4                  | 2                  | 1                  | 1                  | -           | -           | -           | -           | -           | 43     | 25     | 10     | 8      | 58,14      | 2º          |
| 1998-1999       | Metz            | D1              | 34         | 9          | 12         | 13         | CF+CdL          | 3+5             | 2+3             | 0+1             | 1+1             | UCL+CU             | 2+2                | 0+1                | 1+0                | 1+1                | -           | -           | -           | -           | -           | 46     | 15     | 14     | 17     | 32,61      | 10º         |
| 1999-2000       | Metz            | D1              | 34         | 9          | 17         | 8          | CF+CdL          | 3+1             | 2+0             | 0+1             | 1+0             | Int.               | 8                  | 4                  | 1                  | 3                  | -           | -           | -           | -           | -           | 46     | 15     | 19     | 12     | 32,61      | 11º         |
| lug.-dic. 2000  | Metz            | D1              | 21         | 5          | 7          | 9          | CF+CdL          | -               | -               | -               | -               | -                  | -                  | -                  | -                  | -                  | -           | -           | -           | -           | -           | 21     | 5      | 7      | 9      | 23,81      | Eson.       |
| nov. 2001-2002  | Lens            | D1              | 21         | 10         | 6          | 5          | CF+CdL          | 2+1             | 1+0             | 0+0             | 1+1             | -                  | -                  | -                  | -                  | -                  | -           | -           | -           | -           | -           | 24     | 11     | 6      | 7      | 45,83      | Sub. 2°     |
| 2002-2003       | Lens            | L1              | 38         | 14         | 15         | 9          | CF+CdL          | 2+1             | 1+0             | 0+1             | 1+0             | UCL+CU             | 6+2                | 2+1                | 2+0                | 2+1                | -           | -           | -           | -           | -           | 49     | 18     | 18     | 13     | 36,73      | 8º          |
| 2003-2004       | Lens            | L1              | 38         | 15         | 8          | 15         | CF+CdL          | 2+3             | 1+1             | 0+1             | 1+1             | CU                 | 6                  | 4                  | 0                  | 2                  | -           | -           | -           | -           | -           | 37     | 13     | 11     | 13     | 35,14      | 8º          |
| 2004-gen. 2005  | Lens            | L1              | 22         | 5          | 10         | 7          | CF+CdL          | 2+3             | 1+1             | 0+1             | 1+1             | -                  | -                  | -                  | -                  | -                  | -           | -           | -           | -           | -           | 27     | 7      | 11     | 9      | 25,93      | Eson.       |
| Totale Lens     | Totale Lens     | Totale Lens     | 119        | 44         | 39         | 36         |                 | 16              | 6               | 3               | 7               |                    | 14                 | 7                  | 2                  | 5                  |             | -           | -           | -           | -           | 149    | 57     | 44     | 48     | 38,26      |             |
| 2005-2006       | Metz            | L1              | 38         | 6          | 11         | 21         | CF+CdL          | 2+1             | 1+0             | 0+0             | 1+1             | -                  | -                  | -                  | -                  | -                  | -           | -           | -           | -           | -           | 41     | 7      | 11     | 23     | 17,07      | 20° (retr.) |
| apr.-mag. 2010  | Metz            | L1              | 5          | 2          | 1          | 2          | CF+CdL          | -               | -               | -               | -               | -                  | -                  | -                  | -                  | -                  | -           | -           | -           | -           | -           | 5      | 2      | 1      | 2      | 40,00      | Sub. 4º     |
| Totale Metz     | Totale Metz     | Totale Metz     | 450        | 153        | 145        | 152        |                 | 45              | 23              | 9               | 13              |                    | 28                 | 14                 | 5                  | 9                  |             | -           | -           | -           | -           | 523    | 190    | 159    | 174    | 36,33      |             |
| Totale carriera | Totale carriera | Totale carriera | 569        | 197        | 184        | 188        |                 | 61              | 29              | 12              | 20              |                    | 42                 | 21                 | 7                  | 14                 |             | -           | -           | -           | -           | 672    | 247    | 203    | 222    | 36,76      |             |

## Palmarès

### Allenatore
- Coppa di Lega francese: 1

Metz: 1995-1996

### Individuale
- Trophées UNFP du football: 1

Miglior allenatore della Division 1: 2002